# Suro
Pour plus de détails, voir Fiche technique et Distribution.
Suro est un film espagnol réalisé par Mikel Gurrea, sorti en 2022.

## Synopsis
Un jeune couple d'architectes catalans, Elena et Ivan, hérite d'une ferme de liège dans l'Alt Empordà. Ils décident de quitter Barcelone, de s'installer dans ce mas perdu à la campagne, et d'y relancer la récolte du liège. Ils rêvent d'y construire une vie juste et durable. Mais, bien vite, leurs idéaux se heurtent de plein fouet au besoin impérieux de gagner de l’argent. Ils affrontent la dureté des particularités du liège. Ils sont vus d'un mauvais oeuil par les ouvrers agricoles, des locaux traditionalistes. Ils sont dépassée par leur projet de tout changer, leurs illusions s'abîment. Les tensions montent dans le couple et dans l'exploitation.

## Fiche technique
Sauf indication contraire, les informations mentionnées dans cette section peuvent être confirmées par la base de données cinématographiques IMDb,  présente dans la section « Liens externes ».
- Titre original et français : Suro
- Réalisation : Mikel Gurrea
- Scénario : Mikel Gurrea et Francisco Kosterlitz
- Décors : Anna Auquer
- Costumes : Ester Palaudàries
- Photographie : Julián Elizalde (ca)
- Montage : Ariadna Ribas
- Musique : Clara Aguilar
- Pays de production :  Espagne
- Langue originale : catalan
- Format : couleur
- Genre : drame, thriller
- Durée : 116 minutes
- Dates de sortie :
  - Espagne : 19 septembre 2022 (Festival du film de Saint-Sébastien 2022) ; 2 décembre 2022 (sortie nationale)
  - France : 26 janvier 2023 (Premiers Plans d'Angers)[4] ; 21 juin 2023 (sortie nationale) Date sujette à modification

## Distribution
- Vicky Luengo : Elena
- Pol López (ca) : Ivan

## Distinctions

### Récompenses
- Prix Gaudí 2023 : meilleur nouveau réalisateur, meilleure actrice et meilleur acteur[5]

### Nominations
- Prix Gaudí 2023 : meilleur film en langue catalane, meilleur scénario original, meilleure direction de production, meilleure direction artistique, meilleur montage, meilleure musique et meilleur son
- Goyas 2023 : meilleur nouveau réalisateur et meilleure actrice

### Sélections
- Festival international du film de Saint-Sébastien 2022 : sélection en compétition
- Festival Premiers Plans d'Angers 2023 : sélection en compétition[4]
- Reflets du cinéma ibérique et latino-américain (Villeurbanne) 2023 : sélection en compétition[6]